# Iwan Moskwitinow
Iwan Osipowicz (Iosifowicz) Moskwitinow, ros. Иван Осипович (Иосифович) Москвитинов (ur. 14 września 1885 r., zm. w lipcu 1963 r. w Nowym Jorku) – rosyjski, a następnie radziecki hydrolog, wykładowca akademicki i publicysta naukowy, kierownik Rady Naukowej Komitetu Wyzwolenia Narodów Rosji pod koniec II wojny światowej, emigracyjny wykładowca akademicki i działacz
Wyjechał do USA, gdzie ukończył city college w Nowym Jorku. W 1913 r. powrócił do Rosji, po czym kierował pracami hydrologicznymi w Azji Środkowej. Od 1916 r. uczył hydrologii i działania sił wodnych. W 1921 r. został profesorem katedry hydrologii politechniki w Leningradzie. W latach 1929–1930 stał na czele Wszechzwiązkowego Naukowo-Badawczego Instytutu Hydrotechniki w Leningradzie. W 1934 r. objął katedrę przemysłowego zaopatrzenia w wodę leningradzkiej politechniki. Napisał 26 prac naukowych z zakresu hydrologii i hydroenergetyki. Według części źródeł w 1938 r. został aresztowany przez NKWD, po czym przez 8 miesięcy był osadzony w więzieniu. W 1942 r. ewakuowano go z Leningradu do Piatigorska, gdzie w sierpniu tego roku podjął kolaborację z Niemcami, których wojska wkroczyły na Północny Kaukaz. Na pocz. 1943 r. wraz z wojskami niemieckimi ewakuował się na zachód. Przybył do Niemiec. W Berlinie pracował w państwowej służbie geologicznej. W listopadzie 1944 r. stanął na czele Rady Naukowej Komitetu Wyzwolenia Narodów Rosji (KONR). Podpisał się pod praskim manifestem KONR. Po zakończeniu wojny przebywał w obozie dla dipisów pod Monachium. Do 1948 r. pełnił funkcję profesora uniwersytetu UNRRA w Monachium. W 1950 r. wyjechał do USA. W city college w Nowym Jorku wykładał hydrologię. Aktywny w Stowarzyszeniu Inżynierów Rosyjsko-Amerykańskich w USA.